# Karol Cincio
Karol Jan Cincio (ur. 14 października 1910 w Samborze, zm. 2 marca 1959 we Wrocławiu) – polski prawnik, karnista, wykładowca Uniwersytetu Wrocławskiego i prokurator.

## Życiorys
Syn Macieja (1884-1952) i Józefy z domu Bucznej (1884-1967). W 1933 ukończył studia prawnicze na Wydziale Prawa Uniwersytetu Jana Kazimierza we Lwowie. Odbył aplikację sądową i pełnił stanowisko asesora w różnych miastach w województwach lwowskim i tarnopolskim (Sambor, Potok Złoty, Monasterzyska). Przed wojną zdążył opublikować kilka artykułów poświęconych zagadnieniom prawa cywilnego.
Do Wrocławia przybył jednym z pierwszych transportów w dniu 20 maja 1945, w związku z czym był zaliczany do tzw. pionierów. Współtworzył powojenne struktury wymiaru sprawiedliwości na ziemiach zachodnich, gdzie zrobił błyskawiczną karierę, najpierw w organach sądownictwa, a następnie prokuratury. Już do 1946 był wiceprokuratorem Sądu Okręgowego we Wrocławiu, a od 1949 - Sądu Apelacyjnego we Wrocławiu. W międzyczasie był również delegowany do Sądu Najwyższego. Był aktywnym oskarżycielem w procesach politycznych, m.in. w pokazowym procesie namysłowskich ojców bonifratrów.

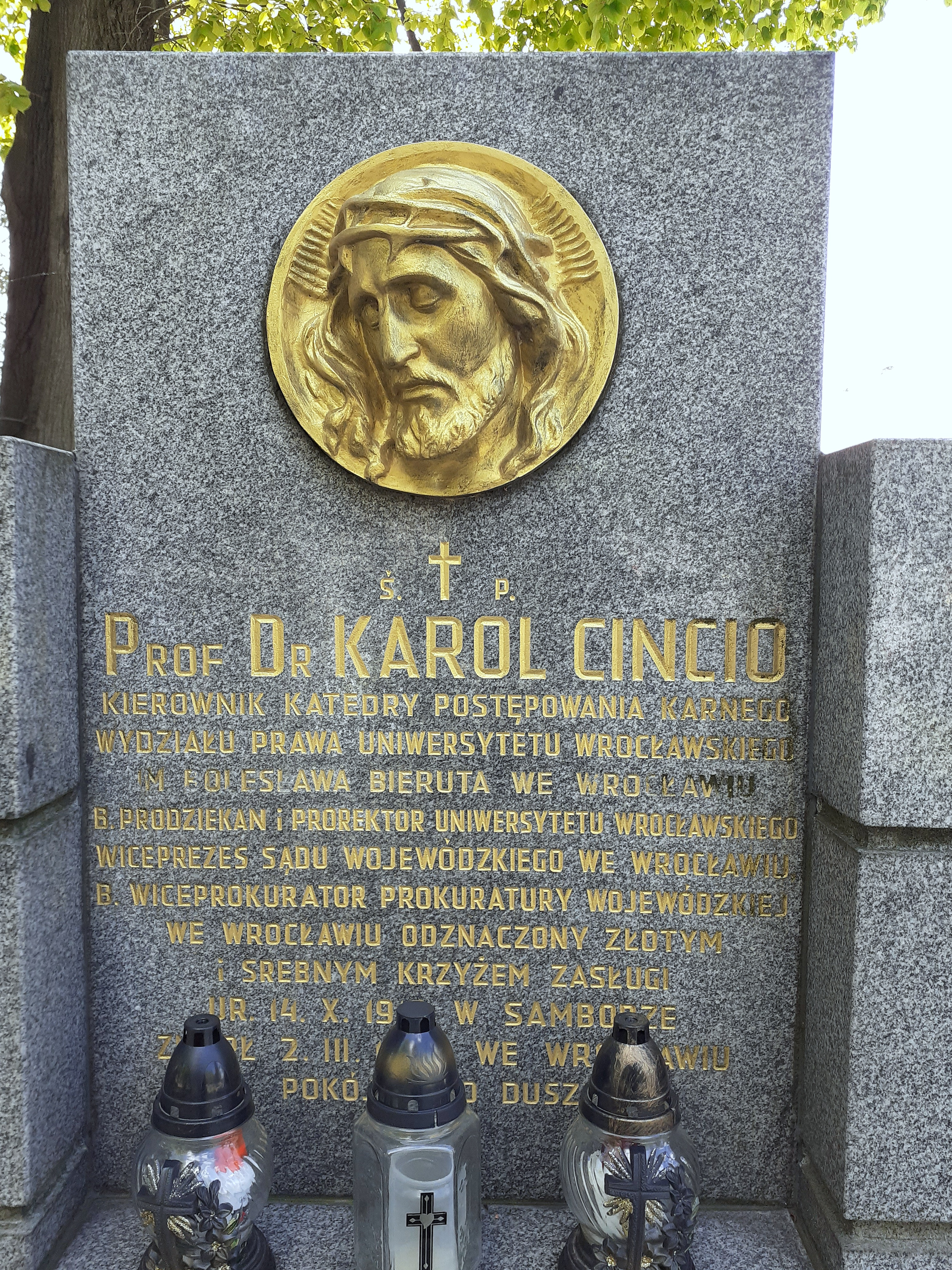
Tablica nagrobna Karola Cincio

Równolegle rozwijała się jego kariera naukowa. W 1949 uzyskał stopień doktora na podstawie rozprawy Strony w postępowaniu cywilnym spornym napisanej pod kierunkiem Kamila Stefki. Wkrótce zajął się prawem karnym, w szczególności procesowym i już w 1950 został pierwszym kierownikiem Katedry Postępowania Karnego na Wydziale Prawno-Administracyjnym Uniwersytetu Wrocławskiego. Zwolennik stalinowskich reform procesu karnego, optował m.in. za dominującą rolą prokuratora w postępowaniu karnym. Jego dorobek w dziedzinie, w której się specjalizował, nie był oceniany wysoko w środowisku naukowym. Był autorem bardzo niewielkiej liczby publikacji. W 1954  jego kolokwium habilitacyjne zakończyło się oceną negatywną i starania o nadanie kolejnego tytułu naukowego nie znalazły poparcia nawet ze strony innych przedstawicieli nurtu marksistowskiego (m.in. L. Schaffa).
Pełnił również funkcje kierownicze w organizacjach partyjnych i uczelnianych. W latach 1954–1956 był prorektorem Uniwersytetu. Prowadził wykłady dla aplikantów sądowych i prokuratorskich. Otrzymał wiele odznaczeń państwowych, m.in. Złoty i Srebrny Krzyż Zasługi oraz Medal X-lecia PRL.
Zmarł przedwcześnie na skutek nagłego nawrotu nieleczonej żółtaczki. Został pochowany na Cmentarzu Pobitno w Rzeszowie.